# Masacre en Corea
Masacre en Corea es uno de los cuadros de Picasso pintado en 1951. Inspirado en un cuadro de Goya que presenta a las tropas francesas fusilando civiles en España, durante la guerra de independencia española,  bajo las órdenes de Joaquín Murat (El 3 de mayo en Madrid).

## Presentación de la obra
La obra es comprometida, trata sobre la masacre de habitantes por soldados estadounidenses.

## Análisis del cuadro

El tres de mayo por Francisco Goya (1814), Museo del Prado, obra en la que Picasso se basó para crear «Masacre en Corea».

Presenta una desolación general, con las ruinas al fondo. Las ruinas son un recuerdo de Hiroshima. Tratan de transmitir que los Estados Unidos son los únicos responsables de la guerra de Corea. El río es una frontera que separa a las dos Coreas, a los civiles de los soldados y a las víctimas de sus verdugos. Un contraste mayor entre los dos grupos es visible. Los civiles están desnudos, dibujados con formas redondas y líneas curvas (mujeres y niños solamente) en total oposición con los hombres, rostros ocultos, líneas rectas y quebradizas, evocando la destrucción, la violencia, la agresividad, etc. Este contraste muestra la diferencia entre los hombres y las máquinas.
Distinguimos una graduación en el miedo. De la derecha hacia la izquierda. La niña pequeña que corre, la otra que juega despreocupada. La mujer joven llena de estupor, las madres con el rostro deformado por el terror...
El grupo de soldados representa la fuerza militar. Visible por la desproporción de las armas y tecnicidad aberrante (tres agujeros alrededor de los fusiles no alineados con el trayecto futuro de la bala) la locura de la técnica. Los cascos simbolizan el obcecamiento ideológico. La manipulación de su conciencia por el jefe político, disociado de los otros, rostro que manipula a los hombres sin correr riesgos, los pies girados para huir de la guerra.

## Conclusión
Una de las intenciones de Picasso fue la crítica al poder estadounidense, por una deshumanización deseada. Este cuadro considerado propagandistico, fue mal visto por el Partido Comunista Francés que habría preferido un cuadro más simple.[cita requerida]